# Čërnaja (affluente della Šilka)
La Čërnaja (in russo Чёрная?) è un fiume della Russia siberiana orientale, affluente di sinistra della Šilka (bacino idrografico dell'Amur). Scorre nei rajon Mogočinskij e Sretenskij del Territorio della Transbajkalia.
Il fiume nasce dalla confluenza dei fiumi Čërnyj Urjum e Belyj Urjum, che si incontrano presso il villaggio di Sbega, e scorre in direzione sud-orientale sfociando nella Šilka a 247 km dalla foce. La Čërnaja ha una lunghezza di 76 km (221 m se conteggiati dalla sorgente del Belyj Urjum), il bacino è di 12 100 km². La copertura di ghiaccio va solitamente da metà ottobre a inizio maggio.
Lungo il corso dei fiumi Čërnyj Urjum e Belyj Urjum corre la ferrovia Trans-Bajkal, parte della Transiberiana.